# Пантоос
Пантоос, також Панфоос, Пантос, Панф, Панфой, Пант Отріад (дав.-гр. Πάνθοος) — один із троянських старійшин, чоловік Фронтіди, батько Евфорба, Гіперенора, Полідаманта. 
Вергілій називає Пантооса жерцем Аполлона, в Енеїді описується зустріч Енея з Пантоосом під час втечі з Трої та вбивство жерця греками.